# 威廉·沃兹沃思
威廉·沃兹沃思（英語：William Wadsworth，1875年12月17日—1971年8月29日），加拿大男子赛艇运动员。他曾代表加拿大参加1904年夏季奥林匹克运动会赛艇比赛，获得男子八人单桨有舵手银牌。